# Live in Japan (album Primal Scream)
Live In Japan – album koncertowy Primal Scream wydany w 2003 roku na rynku japońskim. Został nagrany podczas koncertu w tokijskiej hali Zepp w listopadzie 2002.

## Spis utworów
1. "Accelerator"
2. "Miss Lucifer"
3. "Rise"
4. "Shoot Speed/Kill Light"
5. "Pills"
6. "Autobahn 66"
7. "City"
8. "Rocks"
9. "Kowalski"
10. "Swastika Eyes"
11. "Skull X"
12. "Higher Than the Sun"
13. "Jailbird"
14. "Movin' on Up"
15. "Medication"
16. "Born to Lose"